# Morti nel 1773
| Questa pagina contiene informazioni ricavate automaticamente dalle voci biografiche con l'ausilio del template Bio e di un bot. L'aggiornamento è periodico e automatico e ricostruisce completamente la pagina. Se manca una persona in questa lista, sei pregato di non aggiungerla, ma accertati piuttosto che la sua voce biografica contenga il template Bio e che i dati anagrafici siano correttamente compilati. Se il template Bio manca, inseriscilo tu stesso o, in alternativa, metti l'avviso {{tmp\|Bio}} che ne segnala la mancanza. Se i dati riportati sono sbagliati, correggi direttamente la voce biografica; le modifiche saranno visibili in questa lista entro pochi giorni. Per chiarimenti vedi il progetto biografie. La lista contiene solo le 89 persone che sono citate nell'enciclopedia e per le quali è stato implementato correttamente il template Bio. Pagina aggiornata al 2 nov 2024. |

## Gennaio(6)
- 3 gennaio - Giovanni Antonio Bettoni, generale e nobile italiano (n. 1712)
- 5 gennaio - Jan Adam Galina, compositore e direttore d'orchestra ceco (n. 1724)
- 16 gennaio - Gerhard Cornelius von Walrave, militare e architetto tedesco
- 21 gennaio - Alexis Piron, poeta e drammaturgo francese (n. 1689)
- 23 gennaio - Manuel Pinto de Fonseca,  portoghese (n. 1681)
- 24 gennaio - Philippe Buache, geografo e cartografo francese (n. 1700)

## Febbraio(7)
- 2 febbraio - Gregorio Guglielmi, pittore italiano (n. 1714)
- 6 febbraio - Miklós Pálffy de Erdőd, nobile e politico ungherese (n. 1710)
- 12 febbraio - Lilia Maria del Santissimo Crocifisso, religiosa e insegnante italiana (n. 1689)
- 13 febbraio - Pietro Bracci, scultore italiano (n. 1700)
- 15 febbraio - Anna Maria Barbara Abesch, pittrice svizzera (n. 1706)
- 20 febbraio - Carlo Emanuele III di Savoia, sovrano (n. 1701)
- 22 febbraio - Giuseppe Bernardi, scultore e intagliatore italiano (n. 1694)

## Marzo(11)
- 1º marzo - Carl Constantin De Carnall, generale e nobile svedese (n. 1711)
- 1º marzo - Luigi Vanvitelli, architetto e pittore italiano (n. 1700)
- 3 marzo - Federico Marcello Lante Montefeltro della Rovere, cardinale e arcivescovo cattolico italiano (n. 1695)
- 3 marzo - Andrzej Poniatowski, nobile e generale polacco (n. 1735)
- 13 marzo - Philibert Commerson, naturalista francese (n. 1727)
- 14 marzo - Giovanni Molin, cardinale e vescovo cattolico italiano (n. 1705)
- 17 marzo - Costantino Roberto, violinista e compositore italiano (n. 1700)
- 17 marzo - Alessandro Ferdinando di Thurn und Taxis, principe (n. 1704)
- 20 marzo - Saverio Canale, cardinale italiano (n. 1695)
- 24 marzo - Stephen Leake, numismatico, genealogista e araldista britannico (n. 1702)
- 24 marzo - Philip Stanhope, IV conte di Chesterfield, nobile e politico inglese (n. 1694)

## Aprile(5)
- 1º aprile - Gaetano Lapis, pittore italiano (n. 1706)
- 1º aprile - Domenico Michelessi, scrittore e presbitero italiano (n. 1735)
- 11 aprile - Carlo Grua, compositore e direttore d'orchestra italiano
- 20 aprile - Hubert-François Gravelot, pittore, disegnatore e incisore francese (n. 1699)
- 25 aprile - Daniele Farlati, gesuita e storico italiano (n. 1690)

## Maggio(8)
- 2 maggio - Louis Jouard de La Nauze, gesuita e storico francese (n. 1696)
- 2 maggio - Thomas Snelling, numismatico britannico (n. 1712)
- 7 maggio - Christian Gottlieb Ludwig, botanico e medico tedesco (n. 1709)
- 15 maggio - Alban Butler, presbitero, teologo e biografo inglese (n. 1710)
- 17 maggio - Francesco Testa, arcivescovo cattolico, teologo e giurista italiano (n. 1704)
- 18 maggio - Girolamo Lagomarsini, umanista e filologo italiano (n. 1698)
- 21 maggio - Giuseppe Pappacoda, III principe di Centola, nobile e politico italiano (n. 1692)
- 24 maggio - Jan Zach, compositore boemo (n. 1699)

## Giugno(4)
- 1º giugno - Bernardo de Legarda, scultore ecuadoriano (n. 1700)
- 14 giugno - Domenico Laschi, fantino italiano
- 21 giugno - Jorge Juan y Santacilia, matematico e scienziato spagnolo (n. 1713)
- 27 giugno - Mentewab, imperatrice etiope (n. 1706)

## Luglio(7)
- 5 luglio - Mattia De Mare, pittore italiano (n. 1712)
- 8 luglio - Francis Greville, I conte di Warwick, nobile, militare e politico inglese (n. 1719)
- 12 luglio - Johann Joachim Quantz, compositore e flautista tedesco (n. 1697)
- 16 luglio - Jean-Sébastien de Barral, vescovo cattolico francese (n. 1710)
- 16 luglio - Nils Rosen von Rosenstein, medico svedese (n. 1706)
- 19 luglio - Giovanni Battista Pattoni, compositore italiano
- 23 luglio - George Edwards, ornitologo britannico (n. 1694)

## Agosto(5)
- 3 agosto - Stanislao Konarski, pedagogo, poeta e drammaturgo polacco (n. 1700)
- 19 agosto - Burkhardt Tschudi, cembalaro svizzero (n. 1702)
- 20 agosto - Pëtr Grigor'evič Černyšëv, politico russo (n. 1712)
- 20 agosto - Enrique Flórez, presbitero, storico e numismatico spagnolo (n. 1701)
- 30 agosto - Niccolò Nasoni, pittore e architetto italiano (n. 1691)

## Settembre(6)
- 13 settembre - Anton Janša, allevatore e pittore sloveno (n. 1734)
- 14 settembre - Massimiliano di Salm-Salm, militare tedesco (n. 1732)
- 15 settembre - Albert François Floncel, politico francese (n. 1697)
- 22 settembre - Šćepan Mali, politico montenegrino
- 23 settembre - Evelyn Pierrepont, II duca di Kingston-upon-Hull, generale e nobile inglese (n. 1711)
- 27 settembre - Giovanni Luca Pallavicini, nobile italiano (n. 1697)

## Ottobre(2)
- 12 ottobre - Maria Luisa Gonzaga, nobile spagnola (n. 1726)
- 13 ottobre - Antonia Barbiano di Belgiojoso, scrittrice e mecenate italiana (n. 1730)

## Novembre(7)
- 7 novembre - Vicente Le Quang Liem, religioso e missionario vietnamita (n. 1732)
- 7 novembre - Anna Carlotta di Lorena, badessa (n. 1714)
- 8 novembre - Friedrich Wilhelm von Seydlitz, generale prussiano (n. 1721)
- 15 novembre - Pietro Girolamo Guglielmi, cardinale italiano (n. 1694)
- 19 novembre - James FitzGerald, I duca di Leinster, politico e ufficiale irlandese (n. 1722)
- 20 novembre - Charles Jennens, letterato, mecenate e musicologo inglese (n. 1700)
- 24 novembre - Edward Willes, vescovo anglicano britannico (n. 1693)

## Dicembre(4)
- 4 dicembre - Anton Losenko, pittore ucraina (n. 1737)
- 13 dicembre - Girolamo Birago, scrittore, commediografo e poeta italiano (n. 1691)
- 14 dicembre - Johann Lorenz Bach, organista e compositore tedesco (n. 1695)
- 24 dicembre - Ludwig van Beethoven, tenore tedesco (n. 1712)

## Senza giorno specificato(17)
- Paisij di Hilendar, presbitero, storico e scrittore bulgaro (n. 1722)
- Ali Bey Al-Kabir, sultano egiziano (n. 1728)
- Enrico Albrici, pittore italiano (n. 1714)
- Elizabeth Aldworth,  irlandese (n. 1695)
- Paolo Anesi, pittore e incisore italiano (n. 1697)
- Jean-Robert Ango, pittore francese (n. 1710)
- Ignazio Balbi, compositore italiano (n. 1720)
- Pietro Carlo Borboni, architetto svizzero (n. 1720)
- Francesco Croce, architetto italiano (n. 1696)
- Francesco Frapolli, medico italiano (n. 1738)
- Amédée François Frézier, ingegnere francese (n. 1682)
- Samuel Johnson, drammaturgo inglese (n. 1691)
- Ferdinando Mosca, architetto e intagliatore italiano (n. 1685)
- Fortunato Pasquetti, pittore italiano (n. 1690)
- Carlo Salis, pittore italiano (n. 1688)
- Matteo Vinzoni, cartografo italiano (n. 1690)
- Christian Wolff, compositore tedesco (n. 1705)